# Natalia Trayanova
Natalia Trayanova est fellow de l'American Heart Association (FAHA) et fellow de la Heart Rythm Society (FHRS). Elle est professeure de génie biomédical au département de médecine de l'Université Johns Hopkins. Elle dirige l’Alliance for Cardiovascular Diagnostic and Treatment Innovation.

## Vie privée et éducation
Le père de Trayanova était physiologiste et directeur de l'Institut de biophysique en Bulgarie. Sa mère était professeur d'économie. 
Trayanova a étudié la physique à l'Université de Sofia et a obtenu son diplôme en 1982. Son père lui a donné un exemplaire du livre de Robert Plonsey, Bioelectric Phenomena, et Trayanova a réalisé qu'elle pouvait utiliser son expertise en physique en biologie. Elle a obtenu un doctorat de l'Académie bulgare des sciences en 1986, où elle a étudié les biopotentiels des fibres musculaires squelettiques.

## Recherche et carrière
En 1986, Trayanova a rejoint l'Université Duke pour travailler avec Robert Plonsey sur le dysfonctionnement rythmique du cœur. En 1995, elle a été nommée professeure agrégée à l'Université de Tulane, où elle a reçu plusieurs prix d'excellence en enseignement,. Elle a commencé à développer des modèles informatiques pour le cœur, mais a constaté que les cardiologues n'étaient pas enthousiasmés par la modélisation informatique. Après l'ouragan Katrina, Trayanova a reçu plusieurs offres d'institutions de recherche. Elle a reçu une chaire de professeur invité du programme Fulbright et a passé plusieurs mois à l'Université d'Oxford.
En 2006, Trayanova a été recrutée à l'Université Johns Hopkins en tant que professeure au Johns Hopkins Biomedical Engineering and Institute for Computational Science. Son travail porte sur les simulations informatiques du cœur. Elle a été élue membre de la Biomedical Engineering Society et de l'American Heart Association en 2010,. En 2011, elle a développé un cadre informatique qui a permis le dépistage virtuel de médicaments en simulant les interactions médicament-canal et prédisant l'impact des médicaments sur l'activité électrique du cœur.
En 2012, elle a été nommée titulaire de la chaire Murray B. Sachs au département de génie biomédical de Johns Hopkins. En 2013, elle a reçu le Director's Pioneer Award de la National Institutes of Health, ce qui lui a permis de développer un laboratoire d'électrophysiologie virtuel. Le prix accompagné d'une bourse de 2,5 millions de dollars sur cinq ans, lui a permis de développer des modèles informatiques du cœur spécifiques au patient, permettant aux médecins de fournir un traitement et des diagnostics personnalisés. Elle a reçu un soutien important de la Maryland Innovation Initiative. En 2019, elle a été intronisée au Women in Technology International Hall of Fame (en). Elle a également reçu le Distinguished Scientist Award de 2019 de la Heart Rhythm Society. Toujours en 2019, elle a été élue membre de la National Academy of Inventors.
Elle est directrice scientifique de Cardiosolv Ablation Technologies, une jeune pousse qui développe des outils informatiques pour aider au traitement de la tachycardie ventriculaire. Elle a été sélectionnée par la National Institutes of Health pour participer à un breffage à Capitol Hill visant à défendre le financement fédéral américain de la recherche scientifique. Elle a été élue membre de l'International Academy of Medical and Biological Engineering en 2017. 
Elle a donné une conférence TED en 2017 intitulée Your Personal Virtual Heart. Elle a participé à une session de questions/réponses de type AMA sur r/science de Reddit, a été interviewée par la BBC, NPR, The Economist et a participé au balado Amazing Things.